# 蓬尾沙鼠
蓬尾沙鼠（學名Sekeetamys calurus）又稱叢尾沙鼠，是鼠科中的一個物種，也是蓬尾沙鼠屬（Sekeetamys）下的唯一物種。可發現於埃及、以色列、約旦、沙烏地阿拉伯以及蘇丹。